# Səpələnmiş ölümlər arasında
Səpələnmiş ölümlər arasında è un film del 2020 diretto, co-sceneggiato e montato da Hilal Baydarov.
È stato presentato in concorso alla 77ª Mostra internazionale d'arte cinematografica di Venezia.

## Trama
Davud, uno sbandato, uccide un uomo durante una lite. Inseguito da tre tirapiedi del Dottore, capo del criminale morto, si dà alla fuga sulla sua motocicletta nell'entroterra azero, incontrando diverse figure lungo il tragitto.

## Promozione
Il primo trailer del film è stato diffuso online il 17 agosto 2020.

## Distribuzione
Il film è stato presentato in anteprima il 10 settembre 2020 in concorso alla 77ª Mostra internazionale d'arte cinematografica di Venezia.

## Riconoscimenti
- 2020 - Mostra internazionale d'arte cinematografica[1]
  - In competizione per il Leone d'oro al miglior film